# Езерско
Община Езерско (на словенски: Občina Jezersko) е община в Словения. Административен център на общината е Згорне Езерско. Населението на общината през 2002 година е 664 души.

## Населени места
Общината има 2 населени места:
- Згорне Езерско (на словенски: Zgornje Jezersko)
- Сподне Езерско (на словенски: Spodnje Jezersko)